# Mirza Masroor Ahmad

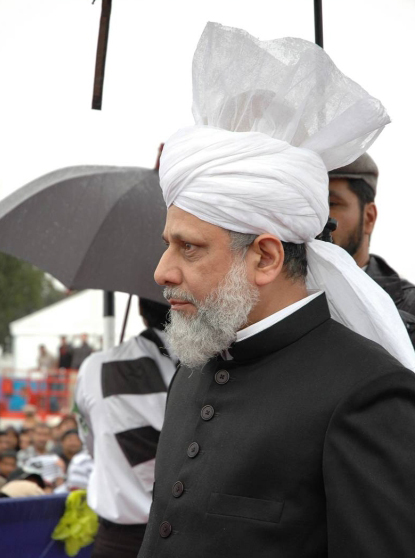
Mirza Masroor Ahmad (2006)

Mirza Masroor Ahmad oder Mirza Masrur Ahmad (Urdu مرزا مسرور احمد; DMG: Mirzā Masrūr Aḥmad; geboren am 15. September 1950 in Rabwah, Punjab) ist das Oberhaupt der Ahmadiyya-Muslim-Gemeinschaft. Er wurde 2003 zum fünften Kalifen der Ahmadiyya gewählt.

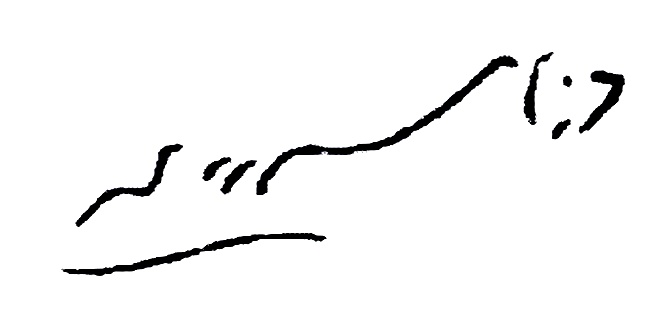
Unterschrift von Mirza Masroor Ahmad

## Leben
Mirza Masroor Ahmad besuchte die Talim-ul-Islam High School in Rabwah (Pakistan), später erwarb er einen Bachelor of Arts am dortigen Talim-ul-Islam College. Im Jahre 1967, mit 17 Jahren, schloss er sich dem Nizam-e-Wasiyyat (Verpflichtung zu höherer finanzieller Opferbereitschaft) an. Er besuchte die Agrarhochschule in Faisalabad und schloss diese 1976 als Master of Science (M. Sc.) in Agrarökonomie ab.
Zwischen 1977 und 1985 arbeitete er in Ghana im Dienste der Gemeinschaft. Er war Schulleiter verschiedener Schulen, die von der Gemeinde geführt wurden. Zwei Jahre lang fungierte er als Leiter des Ahmadiyya-Landwirtschaftsbetriebes.
1985 kehrte er nach Pakistan zurück und bekleidete verschiedene höhere Stellungen im Bereich des Finanzwesens, als Leiter des Bildungswesens, als Hauptdirektor und als leitender Verwaltungsrat. Er hatte ebenfalls viele andere hochrangige Stellungen in der Gemeinde inne.
Im Jahre 1999 wurde Ahmad wegen des Vorwurfs der Gotteslästerung in Pakistan inhaftiert und nach elf Tagen wieder entlassen.

## Wahl zum Kalifen
Ahmad wurde am 22. April 2003 in der Londoner Fazl-Moschee zum Khalifat ul-Massih V. gewählt und ist der Nachfolger des am 19. April 2003 verstorbenen Kalifen Mirza Tahir Ahmad. Gleichzeitig ist er auch der Urenkel von Mirza Ghulam Ahmad, dem Gründer der Glaubensgemeinschaft. Sein Vater hieß Mirza Mansoor Ahmad, sein Großvater Mirza Shareef Ahmad. Er wohnt mit seiner Familie in einer Wohnung auf dem Gelände der ersten Moschee Großbritanniens, der Fazl-Moschee in London.
Das Kalifat stellt nach eigener Darstellung eine spirituelle Leitung für Muslime in der ganzen Welt dar. Seit der Entstehung der Gemeinschaft haben sich die Kalifen der Ahmadiyya für die Trennung von Staat und Religion ausgesprochen. In einem Interview im Mai 2015 betonte Ahmad den Unterschied zwischen seinem Kalifat und etwa den Terror-„Kalifaten“ des sogenannten Islamischen Staates oder der Gruppierung Boko Haram: „Das Kalifat meiner Gemeinschaft gründet auf den Lehren des Islam und seinen festgelegten Prinzipien. Ich habe mich nicht selbst aufgestellt. Ich habe mich eher dagegen gesträubt, als mir das Kalifat zugesprochen wurde. Und die Bestimmung eines Kalifen wird von Gott in die Herzen der Menschen gelegt. Ein weltliches Kalifat wird hingegen mit Gewalt an sich gerissen“ soll er gesagt haben. Zudem sei, so Ahmad, jedes Kalifat per Definition an die Sendung eines Propheten gebunden und verwies auf den Begründer der Gemeinschaft Mirza Ghulam Ahmad.

## Reisen

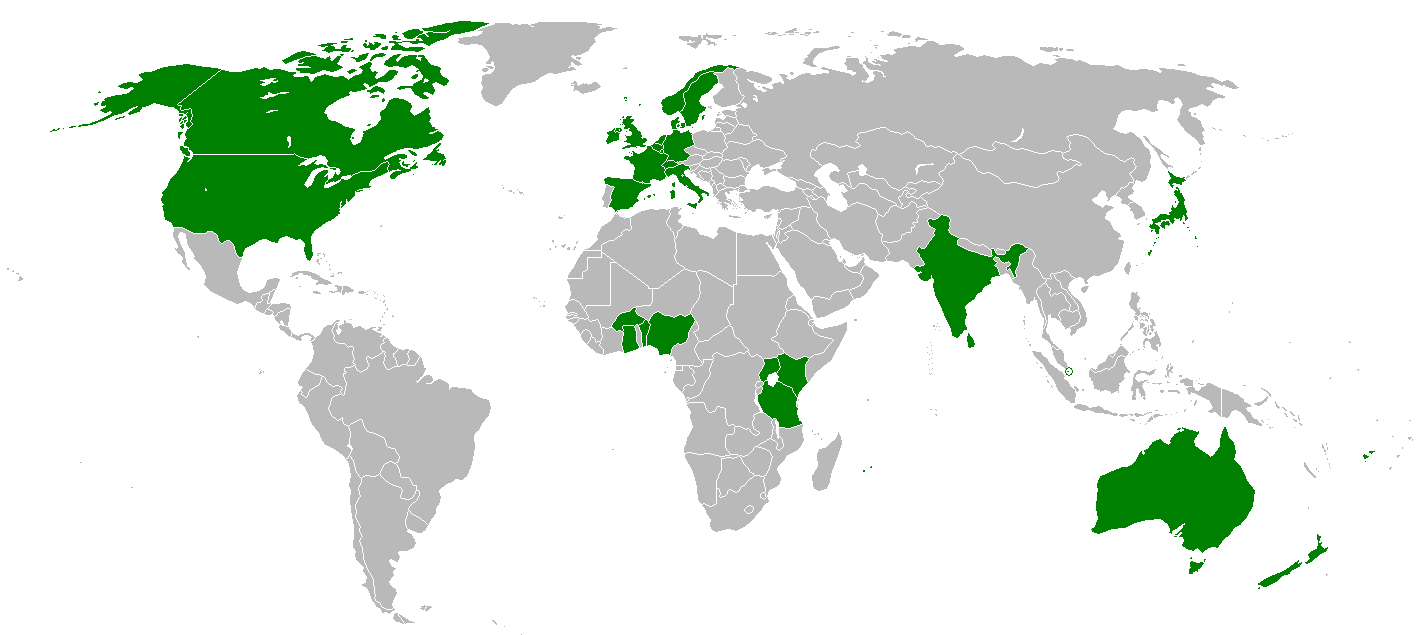
Auslandsbesuche als Kalif

Seit seiner Wahl hat er weltweite Reisen unternommen, um die Mitglieder der Gemeinschaft zu treffen und ihre jährlichen Zusammenkünfte anzusprechen. In vielen Ländern, die er besucht hat, war dies der erste Besuch eines Ahmadiyya-Kalifen. Mirza Masroor Ahmad hat seit Amtsantritt insgesamt 26 Länder bereist, darunter sieben afrikanische Länder, in denen er neue Krankenhäuser, Moscheen und Schulen eröffnete.

### Deutschland
Seit Amtsantritt hat Ahmad jedes Jahr Deutschland besucht, um die Jalsa Salana und 2006, 2008 sowie 2011 das nationale Ijtema der Khuddam ul-Ahmadiyya und Lajna Imaillah zu besuchen. Dabei eröffnete er auch einige Moscheen, unter anderem 2008 die Khadija-Moschee in Berlin.

## Publikationen
- Šarāʾiṭ-i baiʿat aur Aḥmadī kī ẕimmah-dāriyāṉ. [englisch: Conditions of Bai'at & responsibilities of an Ahmadi according to the Holy Qur'an, Ahadith and the Promised Messiah.] Islam International Publications, ISBN 978-1-85372-759-7 (Urdu).
  - Übersetzung: Die Bedingungen des Baiat – Die Pflichten eines Ahmadis. Verlag Der Islam, ISBN 978-3-932244-30-8.
- Das Tor zum zweiten Jahrhundert des Khilafat-e-Ahmadiyya. Verlag Der Islam, Frankfurt am Main 2008, ISBN 978-3-932244-33-9.